# 軍国美談
軍国美談（ぐんこくびだん）は、大日本帝国で広く知らされたエピソードで、日清戦争、日露戦争、満州事変、日中戦争、太平洋戦争における軍人、兵士、銃後の人々が題材となっている。新聞報道や軍人の手記などから生まれ、それを元にした流行歌（軍国歌謡）、映画、伝記・小説から歌舞伎、浪曲、講談、落語なども作られることがあり、学校教科書（国定教科書）などの教材として使われることも多かった。呼び名としては、戦時美談、愛国美談、戦時佳話なども使われた。中でも英雄的に殉職した軍人は軍神とも呼ばれた。

## 美談の発生と影響
「美談」は、政府や軍関係者が広めようとしたものもあったが、多くは新聞報道と民衆の支持によって物語化されていった。
満州事変開始以降は、将兵の戦死や美談が数多く報道され、日露戦争時から比べると映画、ラジオ、レコードなどのメディアもこれに加わっていた点で変化がある。これらの中には涙を誘う悲劇としての他に、欧米に対する日本人の精神性の象徴として捉える論調も多く現れた。教科書で取り上げられた以外にも、雑誌や教師による訓話などで、子供達に大きな影響を与えた。美談を集めた出版もなされ、『満州事変軍事美談集』（教育総監部、1933年）や、教育雑誌『教育時論』の「戦時美談」欄などがあった。
第二次世界大戦後になって国定教科書に記述されたものは、文部省や占領軍の方針により削除されることとなり、教師の指示により子供自身の手で墨を塗ったり紙を貼ったりして、いわゆる墨塗り教科書と呼ばれた。

## 著名な軍国美談

### 日清戦争
木口ラッパ兵
ラッパ兵であった木口小平一等卒が、敵に撃たれて死んだ時にもラッパを口から離さなかったという逸話が美談として伝えられた。当初は白神源次郎のこととされていたが、後に木口に訂正された。1903年（明治36年）から修身の教科書にも、「勇気を起こさせる」「忠義の心を起こさしむる」として取り上げられた。
勇敢なる水兵
重傷を負った三浦虎次郎三等水兵が、敵戦艦「定遠」はまだ沈みませんかと尋ねて死んで行くという逸話が伝わり、佐佐木信綱作詞による軍歌「勇敢なる水兵」も作られた。
水兵の母
日清戦争に従軍していた小笠原長生が書きとめていた『海戦日録』にある、軍艦「高千穂」のある水兵が読んでいた母からの手紙に、「一命を捨てて君恩に報いよ」とあったことについて、「感心な母」という題で国語教科書に採用され、その後「水兵の母」と名を変えて掲載された。
北白川宮能久親王
台湾平定に近衛師団長として出征して戦病死し、台湾神宮が創建されて祀られた。修身教科書にも「能久親王」として、皇室への忠誠を高めるための教材として取り上げられる。

### 日露戦争
乃木希典
日露戦争の英雄であった乃木の、明治天皇崩御における殉死は国内に大きな衝撃を巻き起こし、忠義、武士道の発露と捉えられた。1910年（明治43年）の国語教科書には旅順陥落におけるロシアの将軍ステッセルとの「水師営の会見」、1918年（大正7年）の修身教科書の「清廉」などでその人柄が教材となった。赤坂にあった乃木邸は東京市によって保存され、1923年（大正12年）にその隣地に乃木神社が鎮座された。また、乃木神社は他に全国5ヶ所に作られている。乃木邸前の幽霊坂は乃木坂と呼ばれるようになった。
広瀬武夫
初の軍神。旅順港閉塞作戦において、閉塞船「福井丸」撤退時に部下を捜索した後に敵弾を受けて戦死した。広瀬は軍人の鑑として軍神と呼ばれ、また、生前の人格についても尊敬を持って取り上げられた。伝記や『廣瀬中佐忠烈表彰歌詩俳句集』なども刊行され、1909年（明治42年）には東京万世橋駅前に渡辺長男による銅像が建てられて、二重橋前の楠木正成像などと並ぶ名所となる。文部省唱歌「廣瀬中佐」など多くの歌に歌われ、修身教科書で「ヤクソクヲマモレ」「チュウギ」といった題材で取り上げられた。
橘周太
遼陽会戦において壮烈な戦死を遂げた橘少佐について、模範的な軍人であったということを讃える記事が新聞に掲載されるようになり、海軍の広瀬に続いて、陸軍での軍神と呼ばれるようになった。国語教科書でも「橘中佐」として取り上げられる。
一太郎やあい
出兵する軍人を運ぶ船が香川県多度津港を出るとき、見送りにきた兵士の母が「天子様によく御ほうこうするだよ」と叫んだ情景が、師範学校での講演で語られ、東京の図書監査官に伝わって、国民精神を涵養するものとして1918年（大正7年）の国語教科書に使われた。これによって全国的に有名になり、雑誌・新聞記事、伝記物などが出るようになった。その後物語の本人探しも行われ、苦しい生活をしていることが分かると、激励や義援金を送る運動も行われたが、教科書の次の改訂から掲載されなくなった。

### 日中戦争（満州事変、日華事変）

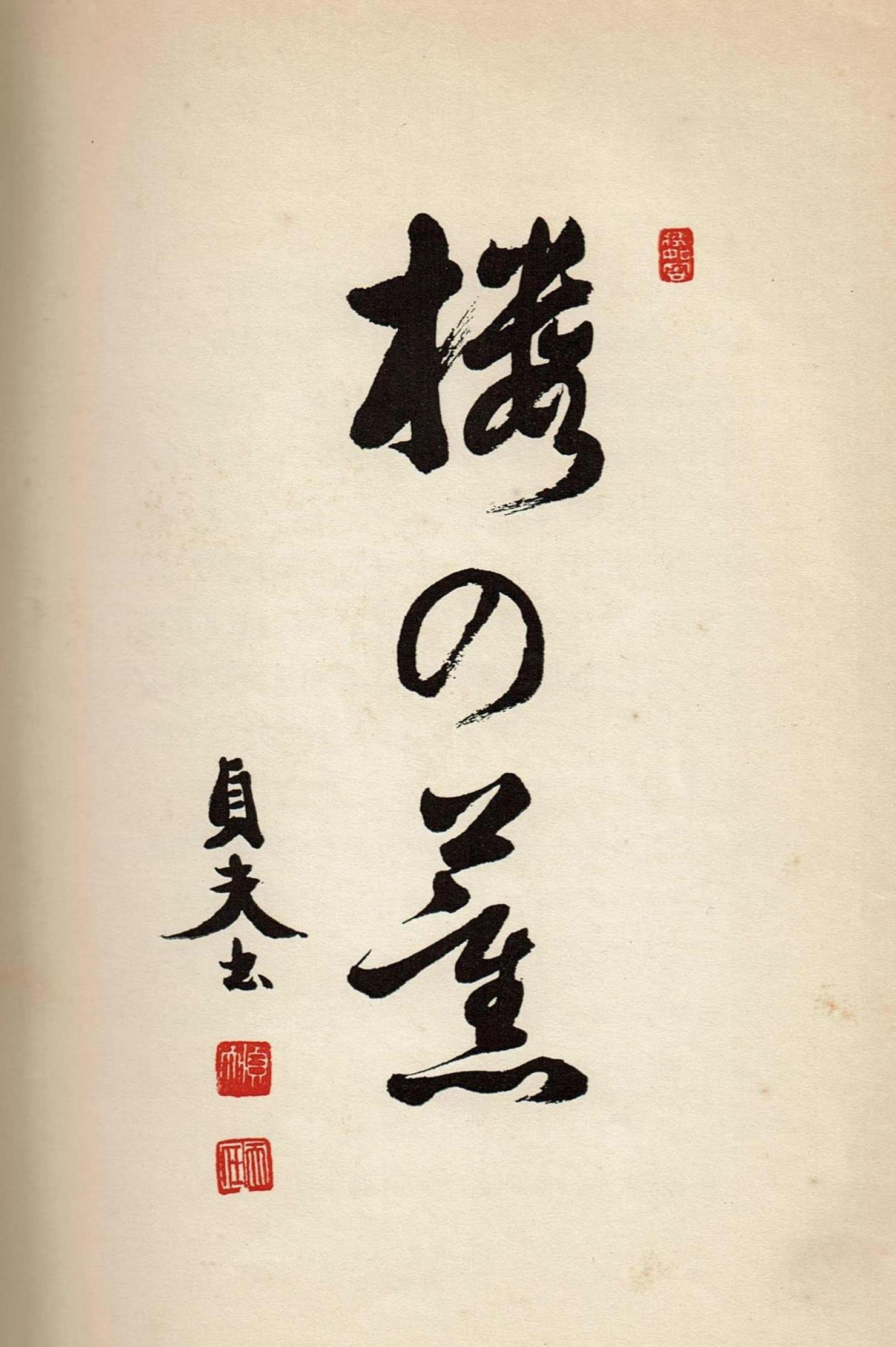
軍国美談の英語版プロパガンダ書籍『桜の薫』（内表紙は荒木貞夫）。

爆弾三勇士
1932年（昭和7年）の第一次上海事変において、敵の鉄条網を破壊するため3名の工兵が爆弾を持って突入して爆死したとの報道がされ、「爆弾三勇士」「肉弾三勇士」と呼ばれて熱狂的な反響を呼んだ。遺族への多くの恤兵金が集まり、昭和天皇からの祭粢料も賜われた。報道から1か月ほどの間に8本の映画が作られ、明治座で舞台劇『上海の殊勲者三勇士』が演じられ、大阪毎日新聞と東京日日新聞の歌の募集では与謝野寛が1位となる。3名の所属した部隊のあった久留米と東京などで銅像も建立される。子供の玩具や菓子（おまけを含む）の中にも、動く爆弾三勇士といったものや、爆弾キャラメル、爆弾チョコレートなどが売られ、銅像の模型が『少年倶楽部』の付録になった。また、三勇士の母達の逸話も伝えられ、賛美された。銅像建立の際の募金には小学生10万人のものも含まれていた。教科書には1941年（昭和16年）改訂の国語で採用され、唱歌教材にも「三勇士」が使われる。
空閑昇
空閑少佐は上海事変において悲壮な戦死を遂げたと報じられたが、実際には重傷を負って捕虜とされており、捕虜交換で日本側に引き渡された二日後にピストル自殺を遂げた。このいきさつが「上海事変最大の悲劇」などと報じられ、これを題材とした映画が1932年（昭和7年）に5本も上映された。
チョコレートと兵隊
前線にいた兵士が、慰問袋に入っていたチョコレートの包み紙を溜めて（100枚集めると板チョコ1枚と交換できた）、自宅の子供達に送ったが、その後いくばくもなく戦死した。これが1938年（昭和13年）に新聞に掲載され、映画『チョコレートと兵隊』などが作られた。
杉本五郎
歩兵大隊長だった杉本中佐は1937年（昭和12年）に、敵陣攻撃において戦死した。この時は大きく取り上げられることは無かったが、死の直前まで書きつづっていた手記が翌年『大義』という題で出版されると、皇国への忠義を説く内容により、終戦までに100万部という大ベストセラーとなった。杉本は軍神と呼ばれるようになり、山岡荘八『軍神杉本中佐』（1942年）を初め多くの伝記が出版された。
軍犬利根
満州事変における軍犬金剛・那智の2匹の活躍と死を描いた教材「犬の手柄」が1933年（昭和8年）の国語教材、軍犬利根を育てた少女と利根の活躍を描いた「軍犬利根」が1941年（昭和16年）の国語教材に使われた。
サヨンの鐘
1938年（昭和13年）に台湾で日本人巡査が出征する際に、台風の中、その荷物を運んだ原住民タイヤル族の少女サヨン・ハヨンが川に転落して死亡した。1940年（昭和15年）に台湾総督に赴任した長谷川清海軍大将がこの話を聞き、「愛国乙女サヨンの鐘」をサヨンの村に贈った。これが全国的に報じられ、現地では高砂義勇隊募集の宣伝に利用された。1941年（昭和16年）には渡辺はま子の歌う「サヨンの鐘」が作られ、1943年（昭和18年）には李香蘭主演で映画化された。
その他に日華事変で軍神あるいは模範的な軍人として扱われたものとして、戦闘機で戦死した南郷茂章少佐、「申し分ない典型的武人」として陸軍情報部によって顕彰された西住小次郎戦車長などがおり、秦賢助『軍神伝』（1942年）にまとめられている。これらも伝記や映画で数多く取り上げられ、軍の依頼によって書かれた菊池寛『西住戦車長伝』（1939年）もある。
婦人雑誌では日中戦争開始以降、子供を戦死させた母親を讃える記事や、「軍国の母手紙集」などが掲載され、子供を戦地に送り出す母を歌った『軍国の母』（1937年）や、息子を戦死させた母が靖国神社を訪ねる『九段の母』（1939年）などがヒットした。また、従軍看護婦の記録である大嶽康子『病院船』（1939年）は文部省主推薦図書となり映画化もされ、宮川マサ子『大地に祈る』（1940年）には菊池寛が「聖戦に参加した女性の心の最もすぐれた記録」という推薦の言葉をよせている。『主婦之友』では1938年（昭和13年）に「婦人愛国の歌」「少年少女愛国の歌」作詞公募、『キング』では1939年（昭和14年）に「出征兵士を送る歌」作詞公募なども行われる。

### 太平洋戦争
九軍神
真珠湾攻撃において特殊潜航艇に乗組んで戦死した9名が、その後の大本営発表に基づき、軍神として大きく報道された。一命を賭して作戦に殉じた姿勢が称賛され、また彼らの母親に対しても「日本の母」として注目が集まった。続いて読売新聞が日本文学報国会と提携して、「日本の母」を訪ねて顕彰するという運動も行われた。
この特別攻撃隊顕彰のための楽曲「ハワイ海戦」「軍神岩佐中佐」「特別攻撃隊」などが作られた他、この時期には戦果の発表を受けて「布哇大海戦」「マレー沖の凱歌」「皇軍の戦果輝く」「タイ国進駐」「フィリピン進撃」「シンガポール晴れの入城」といったニュース歌謡が続々と発表された。
空の神兵
パレンバン空挺作戦の空挺部隊を称揚したもので、軍歌・映画にとどまらず当時日本では珍しい長編アニメ映画『桃太郎 海の神兵』も作られた。
加藤建夫
1942年（昭和17年）5月に戦闘飛行部隊長として戦死し、7月になって「空の軍神」として、その人物像も含めて大きく報道された。陸軍将校としては初の二階級特進（中佐→少将）し、9月にはこれも先例のない陸軍葬が執り行われた。その偉勲を讃えた戦時歌謡「空の軍神」「軍神加藤中佐」が発表され、1944年（昭和19年）には映画『加藤隼戦闘隊』が公開された。
山崎軍神部隊
1943年（昭和18年）のアッツ島玉砕の報は国民に大きな衝撃を与え、戦死した山崎保代大佐率いる2千数百名の守備隊には「軍神部隊」といった呼称が使われた。玉砕の精神をもってアメリカに対する日本の精神的優位性が語られる一方で、アメリカの物量的優位性に対抗するための増産を国内銃後に訴える題材ともなった。この玉砕を題材にした藤田嗣治の戦争画が陸軍に奉納されて新聞各紙にも報じられ、その後決戦美術展覧会に出品されて傑作とされ、藤田の代表作ともなった。「アッツ島血戦勇士顕彰国民歌」の歌詞募集で、入選作が同題で、佳作第一席が少国民歌「みんなの誓い」として広められた。
この時期には、海軍甲種予科練習生を題材にして練習生募集を目的とした映画『決戦の大空へ』（1943年）や、神風特別攻撃隊を題材にした映画『雷撃隊出動』（1944年）なども作られた。

## 書籍
- 野崎迂文『愛国美談 一太郎やあい』1921年
- 甲斐兼蔵『Sakura no kaori: The fragrance of cherry blossoms』（桜の薫）、日本外事協会、日米新聞社、1933年

## 研究書
- 中村圭吾（中村紀久二）『教科書物語-国家と教科書と民衆』ノーベル書房 1970年
- 上野英信『天皇陛下万歳 爆弾三勇士序説』筑摩書房 1971年
- 中内敏夫『軍国美談と教科書』岩波新書 ISBN 4-00-430035-5

## 関連文献
- 増子保志「創られた戦争美談 －肉弾三勇士と戦争美談－」『国際情報研究』第12巻第1号、日本国際情報学会、2015年、27-35頁、doi:10.11424/gscs.12.1_27、2016年12月4日閲覧。